# Jean Lartigaut
Pour les articles homonymes, voir Lartigau.
Jean Lartigaut, né à Montauban le 24 octobre 1925, mort à Cahors le 4 novembre 2004,, est un historien et médiéviste français, spécialiste du Quercy.

## Biographie

### Carrière militaire
En août 1944, il s’engage dans le 3e régiment de hussards avec lequel il combat jusqu'à la fin de la guerre. Après un passage à l’École militaire interarmes, il est nommé aspirant en 1947, sous-lieutenant en 1948 et lieutenant en 1950. Il est volontaire pour servir dans la Légion étrangère. En 1954, après la guerre d'Indochine, il rentre en France pour être affecté au 126e régiment d'infanterie de Brive. En 1956 il quitte le service actif et en 1957 il est promu capitaine de réserve.. Titulaire de la croix de guerre des T.O.E. avec quatre citations, il a été décoré de la Légion d’honneur en 1955. Après s'être retiré de l'armée, il est nommé chef de bataillon de réserve en 1965.

### Vie après le service militaire
En 1954, il épouse Guillemette de Valon. Dès 1955, il commence à pratiquer la recherche historique et publie son première ouvrage : Note sur l’origine de la branche de Gozon de Valon établie au château de Thégra (XVIe siècle). De 1959 à 1965, il travaille en tant que maire de Pontcirq.
En 1978, il émet une thèse, sous la direction de Philippe Wolff, à l'université de Toulouse : Les campagnes du Quercy après la guerre de Cent Ans (vers 1440 - vers 1500) consacrée aux accensements collectifs par lesquels la région sera repeuplée au milieu du XVe siècle. L'Académie des inscriptions et belles-lettres lui décerne le prix Gobert en 1980.